# Precis obsoleta
Precis obsoleta är en fjärilsart som beskrevs av James John Joicey och Talbot 1921. Precis obsoleta ingår i släktet Precis och familjen praktfjärilar. Inga underarter finns listade i Catalogue of Life.